# Cambio (magazine)
Pour les articles homonymes, voir Cambio.
Cambio (signifiant changement en espagnol) est un magazine colombien traitant de politique, d'économie, et de la société. Fondé sous le nom de Cambio 16 il a été rebaptisé en 1998 et vendu au lauréat du prix Nobel de littérature Gabriel García Márquez et à ses associés. En 2006, il a été vendu à la Casa Editorial El Tiempo, propriétaire du quotidien colombien El Tiempo.